# Dolby Surround
A Dolby Surround egy négycsatornás hangkódolási formátum (jobb, bal, közép, háttér), melyet passzív mátrixrendszerrel hoznak létre. Minősége nem volt tökéletes, mivel a közép és háttérsugárzók jeleit nem tudta a rendszer tökéletesen szétválasztani, így a középsugárzók jele hallatszott a háttérhangszórókban, illetve a „surround” a középsugárzókban.
Az olcsóság mellett más előnnyel nem rendelkezett. Használata a hangtér kiegyenlítése miatt bonyolult volt.
Az 1982-ben bevezetett Dolby Surround (DS) szabvány nem más, mint a Dolby Stereo hangsáv dekódolása oly módon, hogy csak a bal, jobb és surround sávokat állítjuk vissza. Jogos a kérdés: 'Azonos technológiáknak miért kell különböző nevet viselniük?'. Nos, a moziban a sztereó a sokcsatornás hangzást jelentette, míg a háztartásokban a sztereó pontosan 2 hangcsatornát jelentett (és jelent ma is).
A Dolby Surround jelzésű hangsávok mindegyike tartalmazta a Dolby Stereo 4 csatornáját, kezdetben azonban a center csatorna dekódolására nem volt lehetőség: erre 5 évet kellett várni.